# Gadafa
Gadafa (también llamada al-Qaddafa, Qadhadhfa, Gaddadfa, Qaddadfa o Gaddafa; en árabe, القذاذفة) es una tribu menor de árabes o bereberes arabizados de Sirte, región en el noroeste de Libia. Actualmente están principalmente centrados en Sabha.
Los gadafa son notables por su papel en el golpe de Estado de 1969 que depuso al rey Idris de Libia y por ser asimismo la tribu de Muamar al Gadafi, presidente de este país durante más de cuatro décadas. Durante el régimen de Gadafi de Libia, éste nombró a numerosos miembros de su tribu en posiciones de mando, incluyendo a Moussa Ibrahim Gadafi.
El levantamiento de 2011 Libia a principios de marzo, M. Gadafi ha tratado de convertirla en una guerra civil de "la tribu Qadhadfa contra todos los demás".[cita requerida] Al-Jazeera informó que los agentes de Qadhadfa ejecutaron a 20 agentes de Firjan.  Después de la muerte de Gadafi en octubre de 2011, los principales miembros de la tribu solicitaron la entrega de su cuerpo para enterrarlo entre los suyos en Sirte.